# Valérie Cabanes
Pour les articles homonymes, voir Cabanes.
 (mars 2025).
Valérie Cabanes (prononcer « Cabanès », née en 1969 à Pont-l’Abbé) est une juriste en droit international spécialisée dans les droits de l'homme et le droit humanitaire, écologiste et essayiste française. 
Elle a participé au lancement du mouvement citoyen End Ecocide on Earth qui défend le projet de faire reconnaitre en droit pénal international l'écocide comme 5ème crime contre la paix et la sécurité humaine. Elle est actuellement membre du Conseil consultatif de l'ONG Stop Ecocide International et membre du Comité directeur de la Global Alliance for the Rights of Nature (GARN). Elle est également cofondatrice de l'association Notre affaire à tous qui œuvre à l’instauration d’une justice climatique et est l'une des quatre ONG à l'initiative de l'affaire du siècle. Elle a aussi co-fondé le programme interactif Wild legal, école des droits de la Nature. 

## Biographie
Valérie Cabanes a passé 18 ans à diriger des programmes internationaux dans la santé et les droits humains destinés à des personnes en situation de fragilité[réf. nécessaire]. De 2006 à 2012, elle participe à la défense des droits des peuples autochtones du Canada et du Brésil et à ce titre, a produit des rapports débattus au Conseil des droits de l’homme des Nations unies et au Parlement européen[réf. nécessaire].
En 2013, elle lance avec 6 autres volontaires une initiative citoyenne européenne portant sur un projet de directive européenne sur le crime d'écocide. En 2015, elle travaille sur une proposition d’amendements au statut de la Cour pénale internationale portant sur le crime d’écocide défendue par le mouvement End Ecocide on Earth. Dans ce cadre, elle co-organise deux tribunaux citoyens, l’un portant sur les droits de la nature durant la COP21 avec NatureRights et la Global Alliance for the Rights of Nature, l’autre sur les activités de Monsanto à la Haye en octobre 2016 avec la Monsanto Tribunal Foundation,.
En 2015, elle participe également à la rédaction du projet de Déclaration universelle des droits de l’humanité remis à François Hollande (publiée aux éditions du Chêne en novembre 2016). Puis à l'initiative de l'écologiste Marie Toussaint, elle cofonde avec neuf écologistes et juristes[source insuffisante] Notre affaire à tous, l'ONG à l'initiative de Affaire du siècle et dont elle est aujourd'hui présidente d'honneur. NAAT « œuvre à l’instauration d’une justice climatique » et agit dans le domaine juridique afin de « faire respecter et améliorer le droit en vigueur, notamment celui du droit à un environnement sain »[source insuffisante]. Elle aide enfin une délégation internationale de représentants autochtones à rédiger 17 recommandations à l’intention des chefs d’États présents à la COP21 en collaboration avec l’ONG Planète Amazone[réf. nécessaire]. 
Depuis 2016, elle conseille les Nations unies dans le cadre du programme Harmony with Nature et est membre du conseil d'administration de la Global Alliance for the Rights of Nature avec comme objectif que la Nature devienne sujet de droit. En 2020, elle intègre le Panel d'experts internationaux, mandatés par la Fondation Stop Ecocide pour rédiger une définition juridique de l'écocide, délivrée en juin 2021. Cette définition est celle utilisée dans la proposition officielle émise par les Républiques de Vanuatu, Fidji et Samoa le 10 septembre 2024 visant à amender le Statut de Rome de la Cour pénale internationale, rejointes le 31 octobre 2024 par la République démocratique du Congo. Cette demande est maintenant à l'ordre du jour des travaux du groupe de travail sur les amendements de l'Assemblée des États parties à la Cour pénale Internationale.

## End Ecocide on Earth
Valérie Cabanes co-fonde en 2012 l’initiative citoyenne End Ecocide in Europe, afin de préparer et lancer en janvier 2013 une initiative citoyenne européenne visant à poursuivre les actes générant des écocides. Cette initiative citoyenne s'étend à la planète en 2014 et prend pour nom End Ecocide on Earth, dont elle est porte-parole, toujours abrégé en EEE. Son objectif est que l’écocide soit reconnu par le droit pénal international « comme cinquième crime pouvant être poursuivi devant la Cour pénale internationale au même titre que le crime contre l’humanité, le crime de génocide, le crime de guerre et le crime d’agression ». En 2019, l'ONG Stop Ecocide International reprend le flambeau et mène depuis le plaidoyer diplomatique nécessaire à la reconnaissance internationale du crime d'écocide[réf. nécessaire].

## Ouvrages
- « Crime climatique et écocide : réformer le droit pénal international », in Crime climatique stop ! : l'appel de la société civile, collectif coordonné par Nicolas Haeringer, Maxime Combes, Jeanne Planche et Christophe Bonneuil, Le Seuil, coll. « Anthropocène », 2015  (ISBN 978-2-021283-648)[6]
- Un nouveau droit pour la Terre : pour en finir avec l'écocide, préface de Dominique Bourg, Le Seuil, coll. « Anthropocène », 2016  (ISBN 978-2-021328-615)[7],[8]
- « Préface » et « Le crime d'écocide », in Des droits pour la Nature, collectif sous la direction de Samanta Novella, éditions Utopia, coll. « Ruptures », 2016  (ISBN 978-2-919160-235)
- Homo natura : en harmonie avec le vivant, préface d'Edgar Morin, Buchet-Chastel, coll. « Dans le vif », 2017  (ISBN 978-2-283030-196)[9],[10]

### Ouvrages collectifs
- « Le droit d'habiter la Terre », dans Laurent Testot et Laurent Aillet (direction), Collapsus : Changer ou disparaître ? Le vrai bilan sur notre planète, Éditions Albin Michel, 2020, 352 p. (ISBN 978-2-22644-897-2).